# Uri Kokia
Uri Kokia, né le 14 mai 1981, à Ramat Gan, en Israël, est un joueur et entraîneur israélien de basket-ball. Il évolue aux postes d'ailier fort et de pivot. 